# Top Chef
Top Chef è un programma televisivo statunitense sotto forma di reality dove vari chef si sfidano per dimostrare la loro arte culinaria. I loro giudici sono rappresentati da chef professionisti e da altre figure di spicco dell'industria del cibo e del vino. In ogni episodio vengono eliminati uno o due concorrenti. Lo show è prodotto dalla Magical Elves Productions, La stessa compagnia che ha prodotto Project Runway.

## Produzione
Il programma viene condotto da Padma Lakshmi. I giudici attuali sono Tom Colicchio, Gail Simmons, Richard Blais e Graham Elliot, più un giudice ospite diverso per ogni puntata.
In ogni puntata ci sono due sfide: la sfida di velocità (al termine della quale si ottiene un vantaggio o l'immunità) e la sfida a eliminazione (al termine della quale il vincitore riceve un premio e il perdente viene eliminato).

## Distribuzione
Negli Stati Uniti lo spettacolo televisivo viene trasmesso dal network via cavo Bravo. In Italia viene trasmesso dai canali Sky Uno e Cielo.

## Edizione italiana
Dal 2016 al 2017 il gruppo Discovery, attraverso Nove, ha trasmesso la versione italiana del programma, prodotta da Magnolia.

## Spin-off
Del programma esistono i seguenti spin-off, ambedue trasmessi negli USA da TLC e in Italia da Real Time:
- Top Chef Dessert, dedicato esclusivamente ai dolci;
- Top Chef Masters, dove si sfidano cuochi professionisti.